# Транспорт в Индии
Транспорт в Индии — совокупность транспортных средств, инфраструктуры и управления, функционирующих на территории Индии.

## Автомобильные дороги

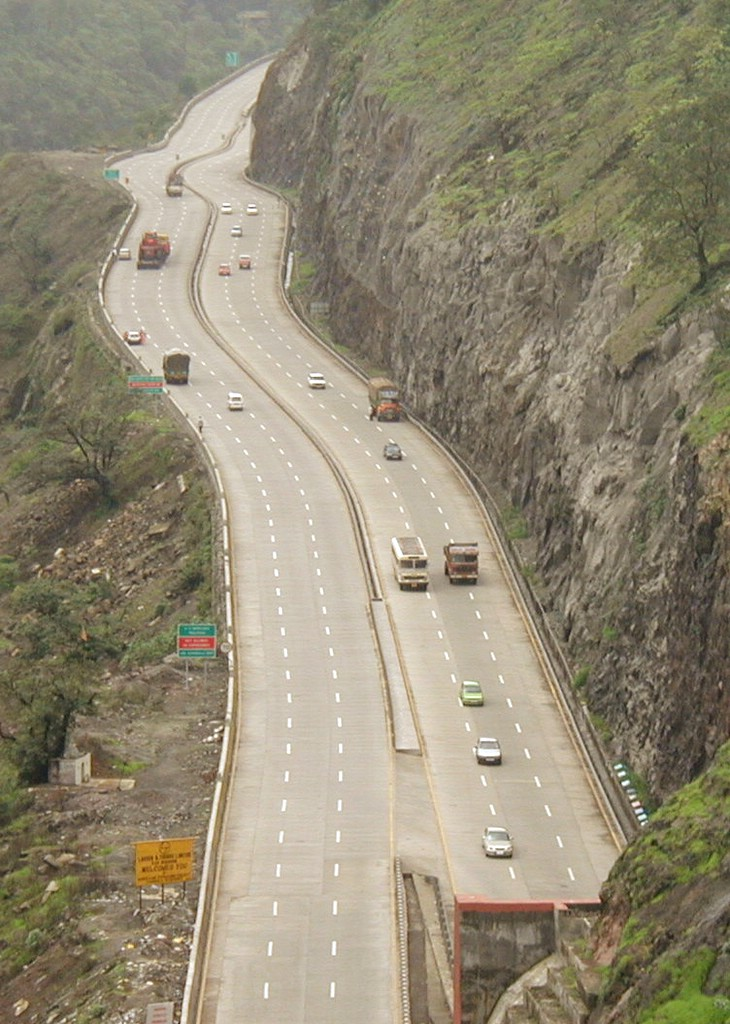
Скоростное шоссе Мумбаи — Пуна

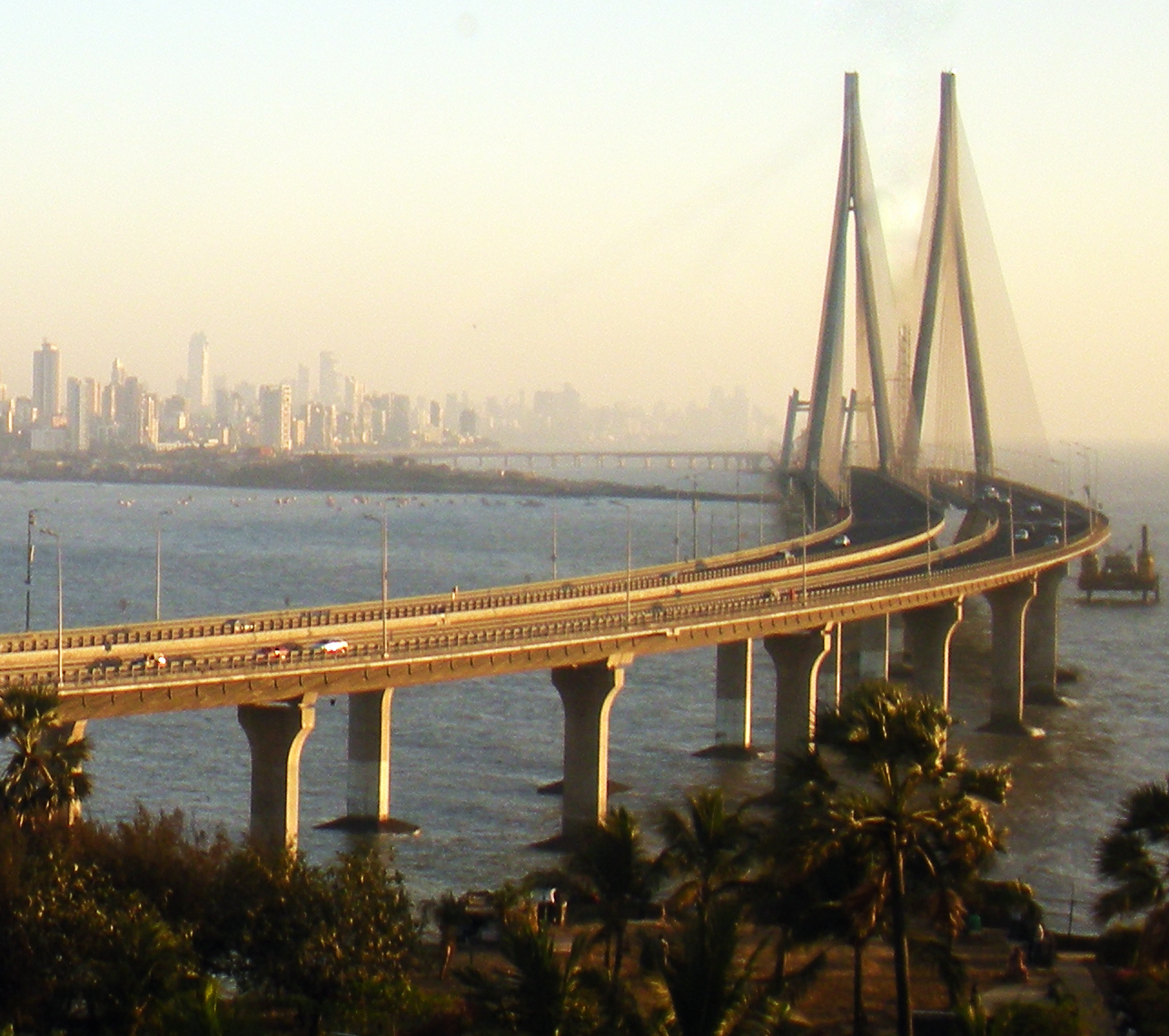
Морской мост Бандра — Ворли

На 2017 г. общая сеть автомобильных дорог страны составляет 5 603 тыс. км, что делает её второй по протяженности в мире. 
Сеть федеральных дорог Индии (National Highways) связывает все главные города и столицы штатов страны. На 2005г. их длина составляла 66 590 км, из которых 200 км определялись как скоростные шоссе. 
Согласно NHAI (National Highways Authority of India), автомобильные дороги обеспечивают около 65% грузовых и 80% пассажирских перевозок. Федеральные дороги обеспечивают 40% дорожного движения, хотя и составляют всего 2% от общей сети дорог. Последние несколько лет средний рост количества транспортных средств составляет 10.16% в год. 
В Индии широко распространены велосипеды и моторизированный транспорт: мотоциклы и мотороллеры. Эти виды транспорта доступны широким слоям населения и удобны в использовании на загруженных городских улицах.

## Железные дороги

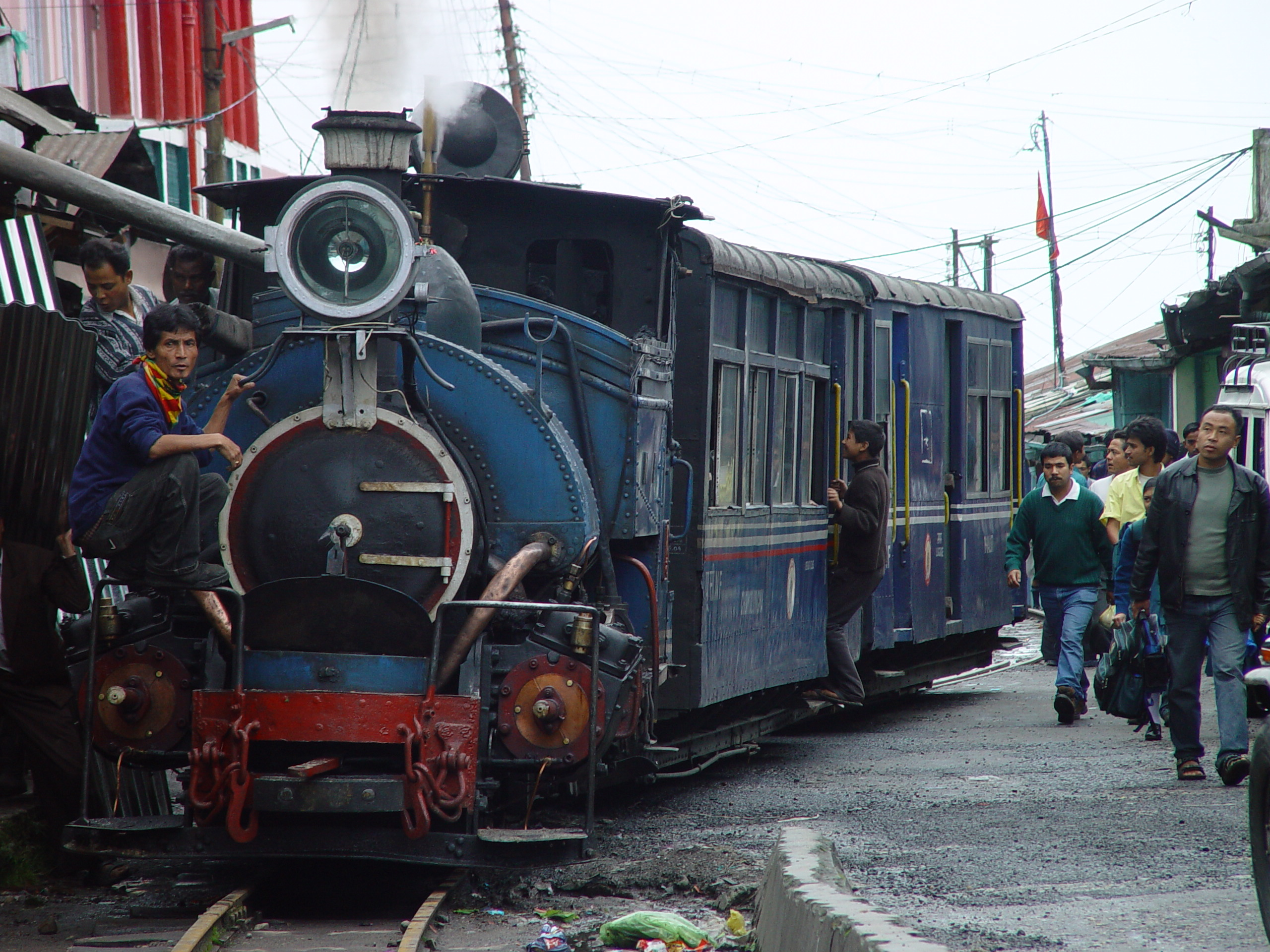
Дарджилингская Гималайская железная дорога

Железные дороги впервые появились в Индии в 1853г,  управляются государственной компанией Indian Railways. Общая длина путей составляет 64 015 км, и тем самым занимает четвёртое место в мире. Ежегодно железные дороги страны перевозят более 6 миллиардов пассажиров и более 350 миллионов тонн грузов. 

## Общественный транспорт

### Автобусы
Автобусы занимают более 90% общественного транспорта в городах Индии и являются дешевым и довольно удобным средством передвижения для всех классов населения. Автобусные компании главным образом являются собственностью правительства штатов. 

### Авторикши

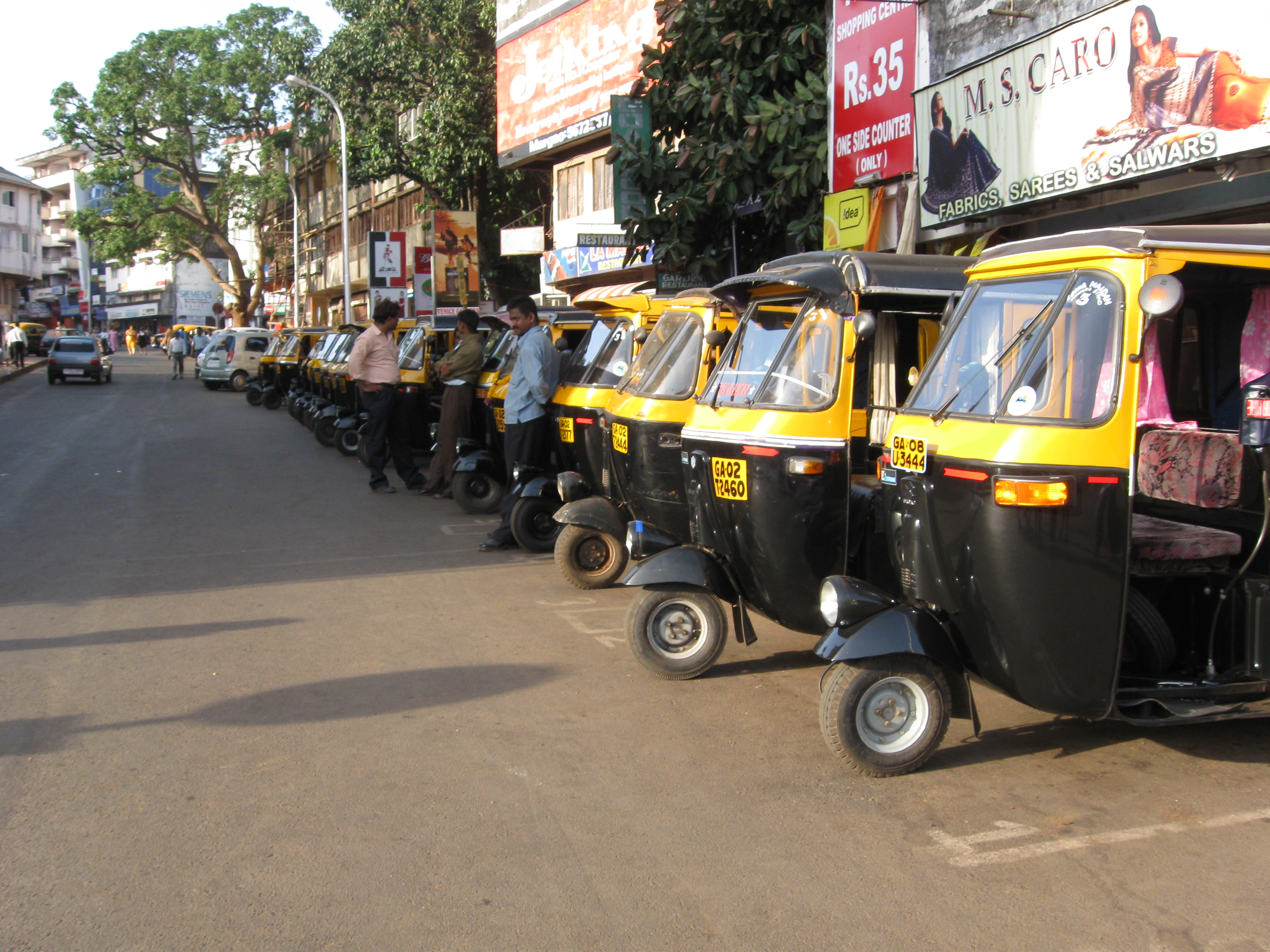
Стоянка тук-туков в Гоа

Довольно популярным транспортом также являются авторикши (тук-тук), которые представляют собой крытый трёхколёсный мотороллер, обычно без дверей. Обычно они желтого, черного или зелёного цвета, однако их образ зависит от местности. Тук-тук – дешевый и быстрый транспорт, удобный для перемещения в крупных городах. Среди его минусов можно назвать то, что водители зачастую завышают плату за проезд или отказываются везти в определённое место, также это весьма опасный транспорт: часты аварии и отсутствуют системы безопасности. Мумбаи – единственный город, где доступ авторикш в некоторые части города запрещён законом, также за проезд здесь введена нормированная плата.

### Такси
Большая часть такси в стране – автомобили индийского производства. Их расцветка зависит от штата, например в Дели и Махараштре большинство машин желто-черной расцветки, а в Западной Бенгалии – желтой. Частные операторы такси зачастую не имеют особой определённой раскраски, однако все они по закону должны быть зарегистрированы и иметь счётчик. 

### Трамвай
На сегодняшний день трамвайная система имеется только в Калькутте, ранее существовали также системы в Мумбаи, Канпуре, Ченнаи и Насике.

### Железнодорожный транспорт
Пригородное железнодорожное сообщение в Индии весьма ограничено и действует лишь в Мумбаи, Калькутте, Ченнаи и Дели. Пригородная железная дорога Мумбаи — старейшая система в стране, действует с 1867 г. и перевозит 6,3 миллионов пассажиров ежедневно, что делает её одной из самых загруженных в мире. Первая система метрополитена в Индии была построена в Калькутте в 1984 году, делийское метро появилось в 2002-м и перевезло за первые 7 лет работы более миллиарда пассажиров.

## Порты
13 главных портов страны: Нави Мумбаи, Мумбаи, Калькутта, Парадип, Вишахкапатнам, Энноре, Ченнаи, Тутикорин, Кочин, Новый Мангалор, Мормугао, Кандла и Порт-Блэр. Имеется также 187 малых и средних портов. 

## Авиация

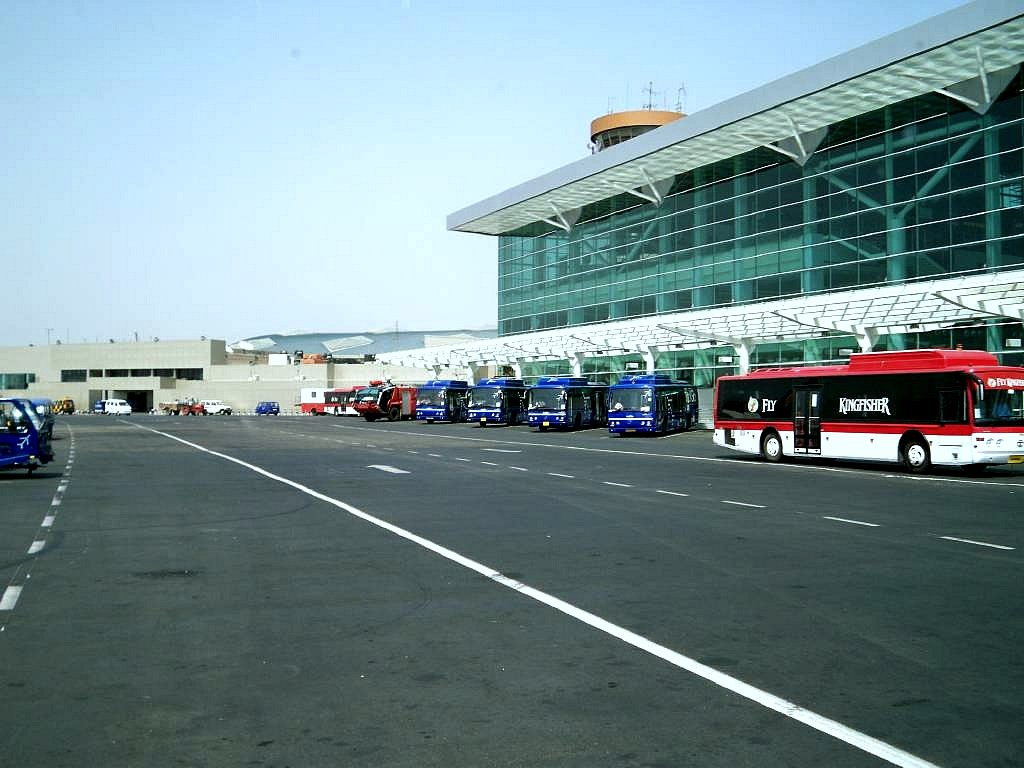
Аэропорт им. Индиры Ганди в Дели, самый загруженный в стране

Крупнейшая государственная авиакомпания Индии – Air India, обеспечивает большую часть международных авиаперевозок. Крупнейшими внутренними авиаперевозчиками являются также Kingfisher Airlines и  Jet Airways, соединяющие более 80 городов Индии, а также выполняющие некоторые международные рейсы. Воздушный коридор Мумбаи – Дели является одним из самых загруженных в мире. 
В стране более 355 гражданских аэропортов, 250 из них – с покрытием. Аэропорты им. Индиры Ганди и им. Чатрапати Шиваджи обеспечивают более половины всего воздушного движения в Южной Азии. 

## Трубопроводный транспорт
Длина трубопроводов для сырой нефти составляет 20 000 км, для нефтепродуктов – 268 км, газопроводы – 1 700 км. (данные на 2008г.)